# Andrena aciculata
Andrena aciculata är en biart som beskrevs av Morawitz 1886. Andrena aciculata ingår i släktet sandbin, och familjen grävbin. Inga underarter finns listade i Catalogue of Life.